# Compositie XIII (Vrouw in atelier)
Compositie XIII (Vrouw in atelier) is een schilderij van de De Stijl-voorman Theo van Doesburg in het Kunstmuseum Winterthur.

## Het werk
Het werk is aan de achterzijde gesigneerd 'V.DOESBURG 1918' en is een 'doorbeelding' van een in 1917 door Van Doesburg gemaakte tekening in gouache van zijn tweede vrouw, Lena Milius. Naar aanleiding van deze tekening maakte Van Doesburg ten minste twee abstracte studies, waarvan de één zich waarschijnlijk bevindt in een privéverzameling en de ander in het bezit is van de Stiftung Sammlung Karl und Jürg Im Obersteg, om vervolgens tot de uiteindelijke compositie te komen. Op een omstreeks 1927 door Van Doesburg opgestelde lijst van schilderijen komt het voor als Compositie XIII ... 1918 (in zwart en wit ... vrouw in atelier). Eerder, in 1923 werd het tentoongesteld als Kompositie XII.

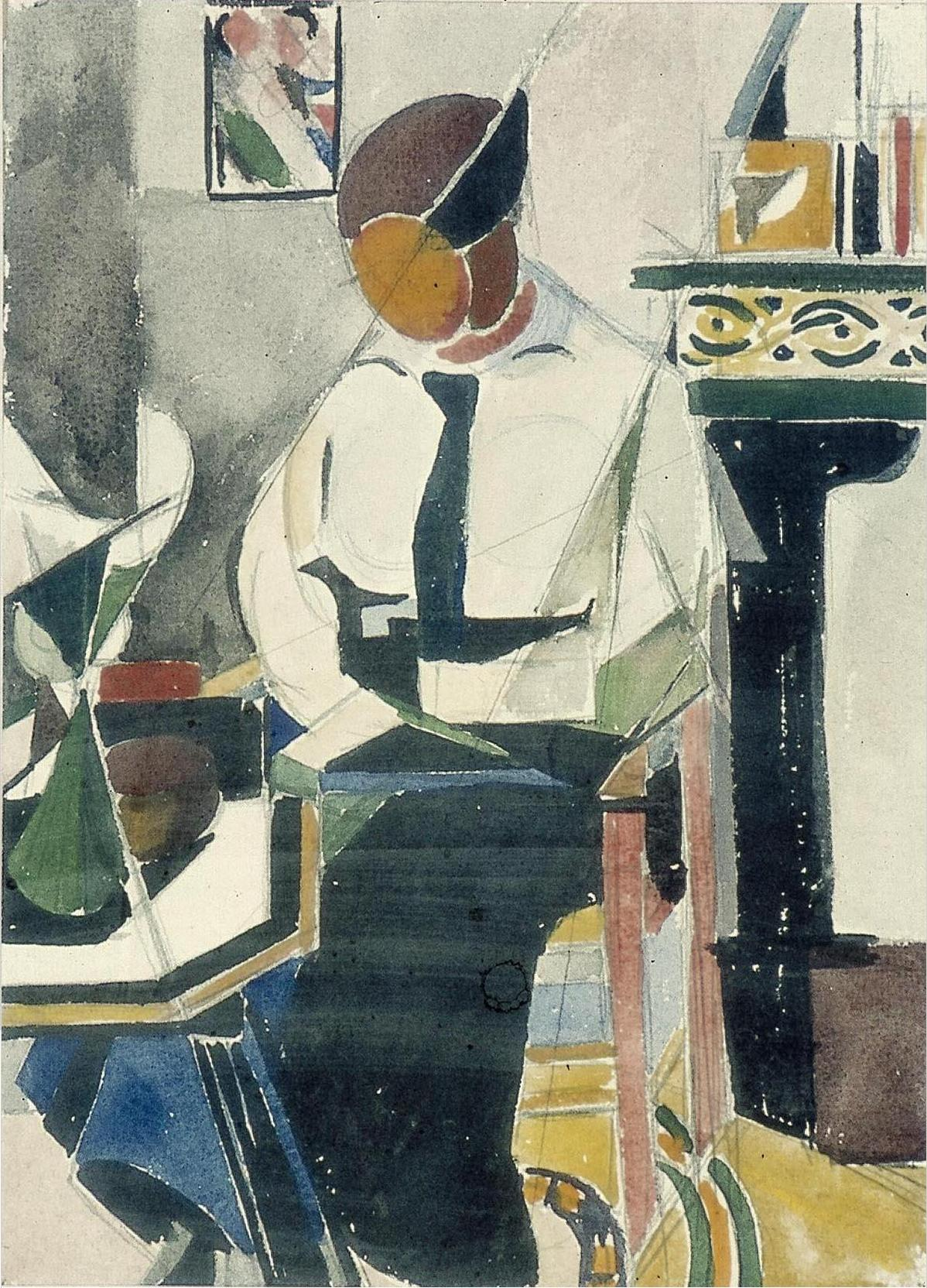
Theo van Doesburg. Lena in interieur. 1917. Utrecht, Centraal Museum.
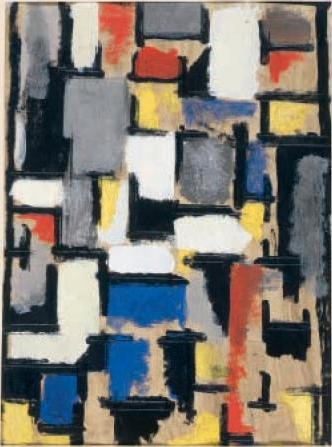
Theo van Doesburg. Lena in interieur. 1918 (?). Oberhofen, Stiftung Sammlung Karl und Jürg Im Obersteg.

## Herkomst
Van Doesburg liet het werk na aan zijn derde vrouw Nelly van Doesburg, die het in 1942 verkocht of schonk aan de zwitser Emil Friedrich. Deze liet het in 1973 na aan het Kunstmuseum Winterthur.